# امفرویل-لا-می-ویا
امفرویل-لا-می-ویا (به فرانسوی: Amfreville-la-Mi-Voie) یک کامین در فرانسه است که در Canton of Boos واقع شده‌است.

## خصوصیات
امفرویل-لا-می-ویا ۳٫۸۹ کیلومترمربع مساحت و ۳٬۰۵۶ نفر جمعیت دارد و ۴۵ متر بالاتر از سطح دریا واقع شده‌است.